# Amen Thompson
Amen XLNC Thompson (* 30. Januar 2003) ist ein US-amerikanischer Basketballspieler, der seit 2023 bei den Houston Rockets in der National Basketball Association (NBA) unter Vertrag steht. Thompson ist 2,01 Meter groß und kommt als Point Guard zum Einsatz. Er ist der Zwillingsbruder von Ausar Thompson, der ebenfalls in der NBA spielt.

## Werdegang
Amen Thompson, Sohn von Maya Wilson und Troy Thompson, wuchs zusammen mit seinem Zwillingsbruder Ausar Thompson in San Leandro (US-Bundesstaat Kalifornien) auf. Sein Zwillingsbruder Ausar wurde eine Minute nach ihm geboren, sie tragen denselben zweiten Vornamen XLNC (ausgesprochen excellence). Mit ihrer Familie zogen sie als Schüler nach Florida, um in Fort Lauderdale für die Mannschaft der Pine Crest High School spielen zu können. Beide verließen die Schule vorzeitig und unterschrieben im Mai 2021 Verträge mit der seinerzeit neugegründeten US-Profiliga Overtime Elite (OTE) in Atlanta, die auf Spieler im Alter von 16 bis 20 Jahren ausgerichtet ist und diese auf den Sprung in die National Basketball Association (NBA) vorbereiten soll. 2023 gewannen die Thompson-Zwillinge mit ihrer Mannschaft, den City Reapers, den Meistertitel in der Overtime Elite.
In mehreren Vorschauranglisten für den NBA-Draft 2023 im Juni 2023 standen beide Thompson-Brüdern unter den ersten Zehn. Amen Thompson wurde an vierter Stelle von den Houston Rockets, sein Bruder Ausar unmittelbar danach von den Detroit Pistons ausgewählt.
2025 wurde er in die NBA Defensiv-Auswahl berufen.

### Familie
Thompsons älterer Bruder Troy spielte Basketball an der Prairie View A&M University. Sein Onkel Mark war Leichtathlet, bei den Olympischen Sommerspielen 1992 Mitglied der Mannschaft Jamaikas und trat dort über 400 Meter Hürden an.

## Karriere-Statistiken

### NBA

#### Hauptrunde
| Saison  | Team    | GP | GS | MPG  | FG % | 3P % | FT % | RPG | APG | SPG | BPG | PPG |
| ------- | ------- | -- | -- | ---- | ---- | ---- | ---- | --- | --- | --- | --- | --- |
| 2023–24 | Houston | 62 | 23 | 22.4 | .536 | .138 | .684 | 6.6 | 2.6 | 1.3 | 0.6 | 9.5 |
| Gesamt  | Gesamt  | 62 | 23 | 22.4 | .536 | .138 | .684 | 6.6 | 2.6 | 1.3 | 0.6 | 9.5 |